# بولفار باكو

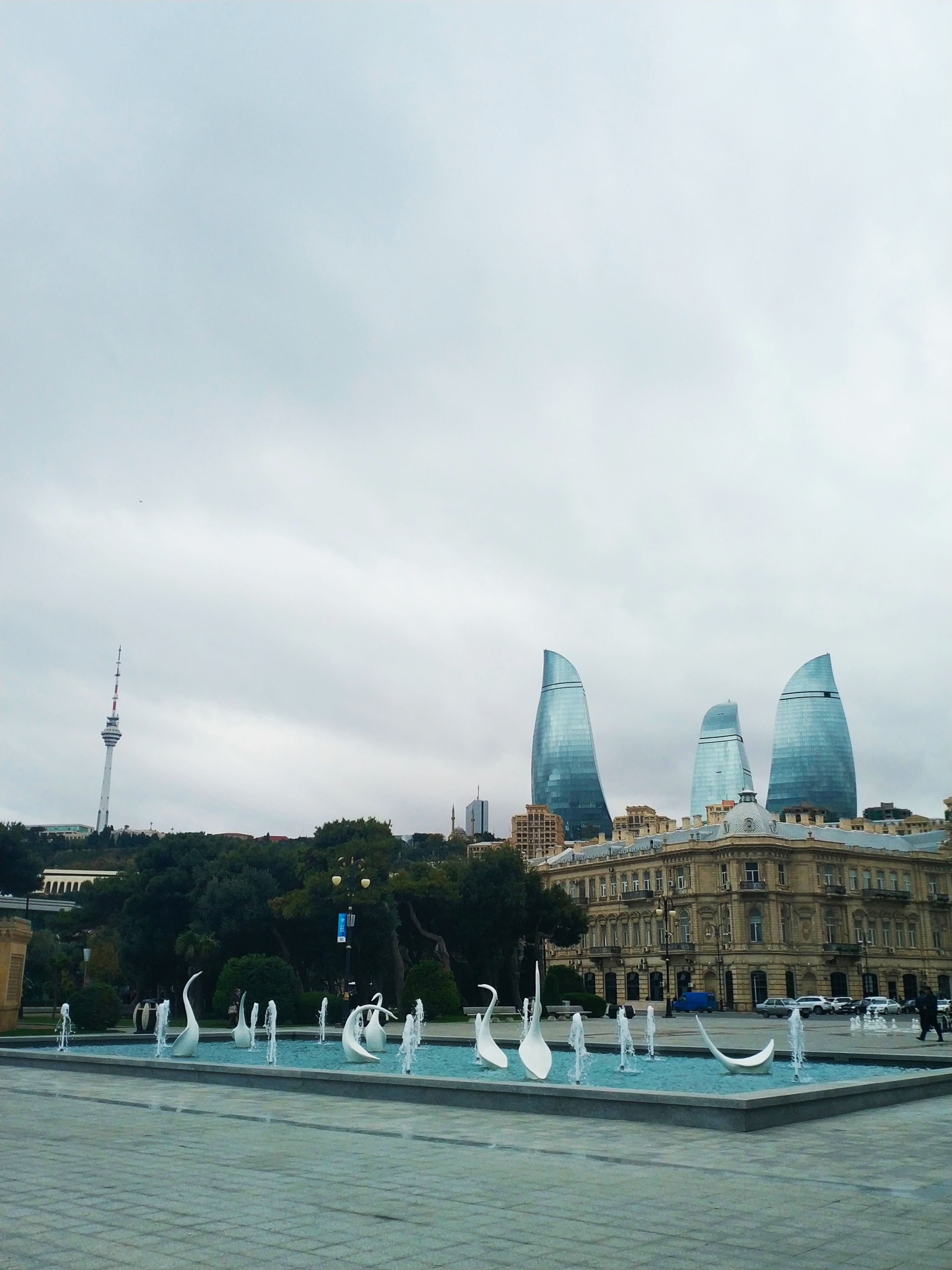
رؤية من بولفار باكو

بولفار باكو (إسمه الرسمي: الحديقة الوطنية الساحلية)-(بالأذربيجانية: Bakı bulvarı ،Dənizkənarı Milli Park) تقع في مدينة باكو، علي شاطئ بحر قزوين. تم إنشاءها في عام 1909.

## التاريخ
إنها حديقة وطنية منذ 29 ديسمبر، عام 1998. تعد بولفار باكو هي ثاني أكبر بولفار بعد الحديقة على نهر سينا في باريس وفقا حجمها.
تم تحديد الحديقة الوطنية الساحلية من قبل مجلس دوما لمدينة باكو في عام 1909.
و تتعلق الحديقة باسم مهندس - معماري محمد حسان حاجينسكي.
في السبعينيات، تم تنفيذ أعمال إعادة الإعمار من قبل الحكومة في الحديقة الوطنية الساحلية، بنتيجة أعمال التحسينات والإصلاحات في البلد وخاصة في عاصمة باكو.
تم توسيع الحديقة بإتجاها الشرق والغرب، وبلغ طولها 3,7 كم.
و تقع مناطق الجذب السياحي مثل «بارك بولفار مول» و «كسبيان وتار فرونت» في أراضي بولفار باكو.
في نهاية الحديقة توجد ساحة ميدان العلم الوطني (Dövlət Bayrağı Meydanı) مع العلم وسارية العلم، وهي أعلى العلم في العالم.

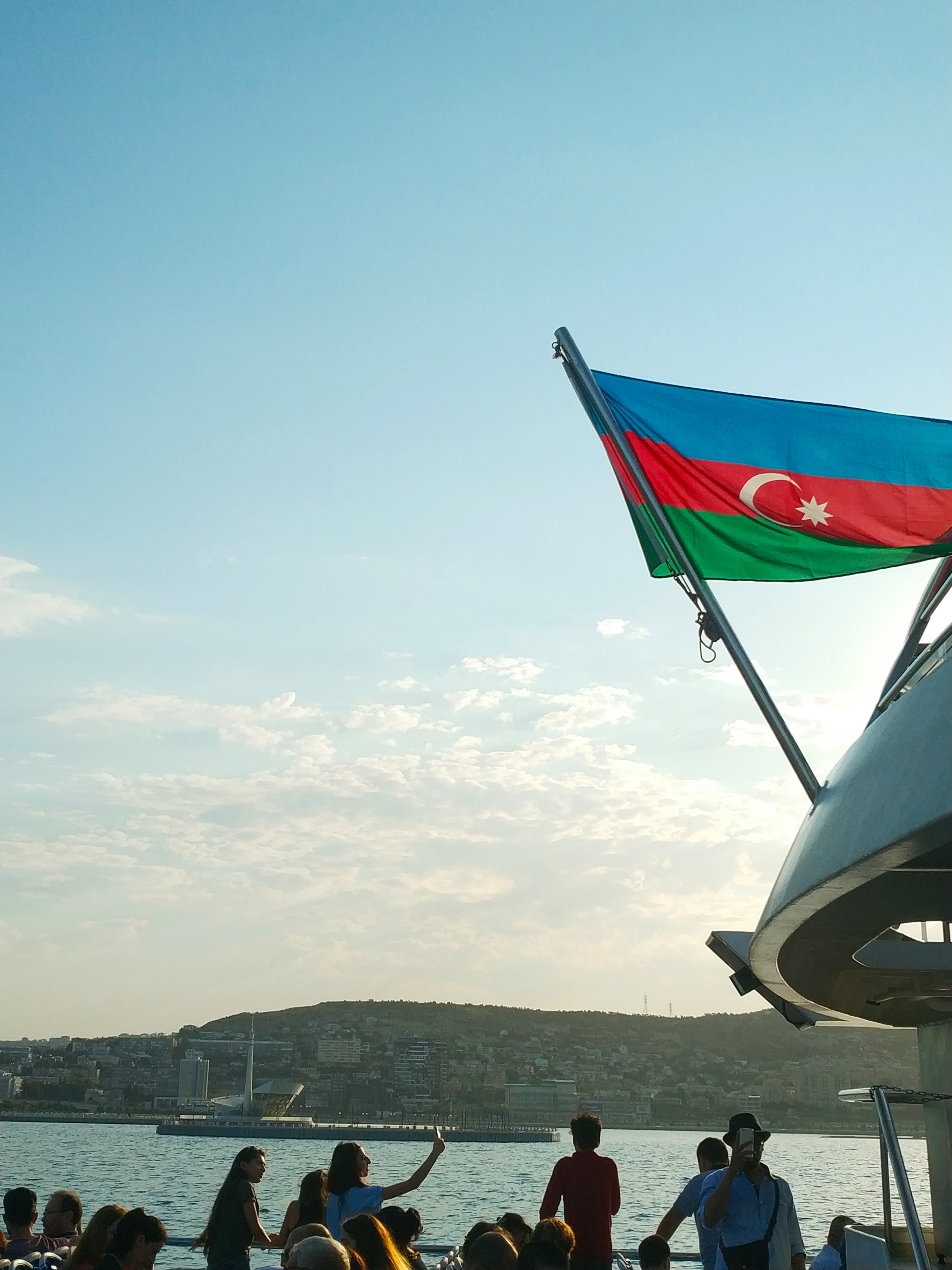
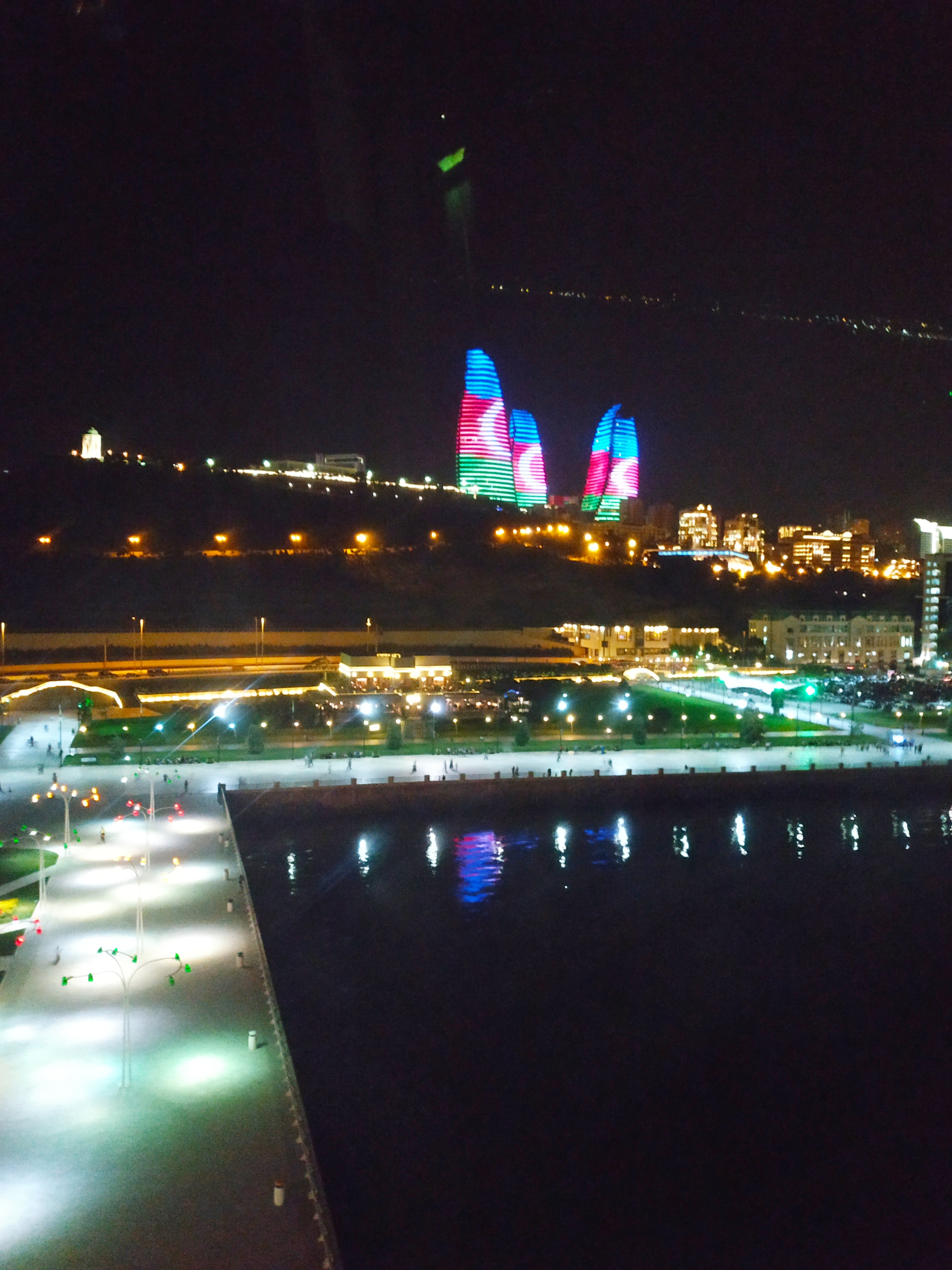
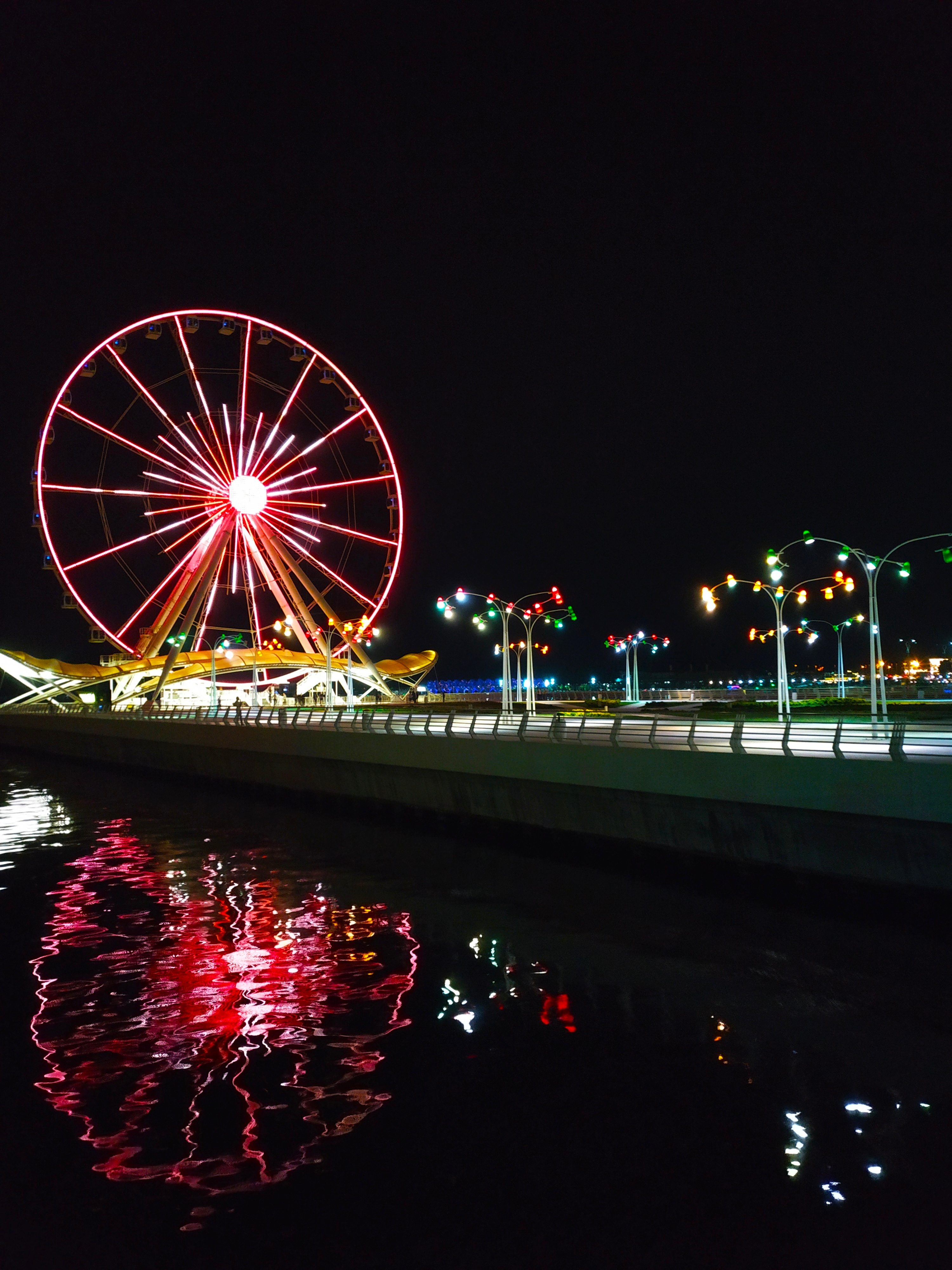
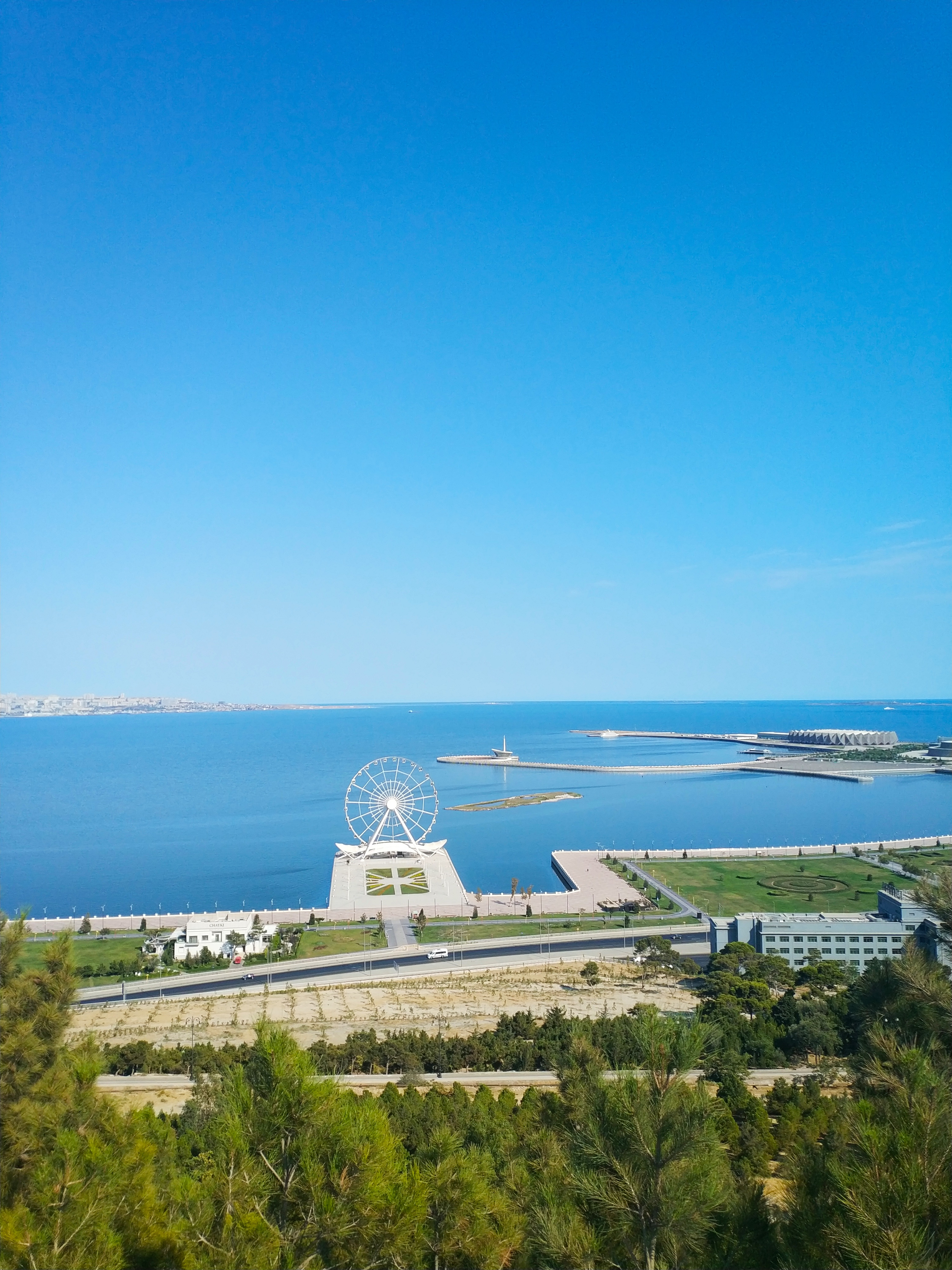